# Шер Хан, Ахмед
Ахмед Шер Хан (англ. Ahmed Sher Khan; 1 ноября 1912 — 13 марта 1967) — индийский хоккеист на траве, нападающий. Олимпийский чемпион 1936 года.

## Биография
Ахмед Шер Хан родился 1 ноября 1912 года.
Играл в хоккей на траве за Бхопал.
В 1936 году вошёл в состав сборной Индии по хоккею на траве на летних Олимпийских играх в Берлине и завоевал золотую медаль. Играл на позиции нападающего, провёл 1 матч, мячей не забивал.
Умер 13 марта 1967 года.

## Семья
Сын — Аслам Шер Хан (род. 1953), индийский хоккеист на траве. Бронзовый призёр летних Олимпийских игр 1972 года, чемпион мира 1975 года. Впоследствии был депутатом Лок сабхи.